# Sonata per a piano núm. 13 (Beethoven)
La Sonata per a piano núm. 13 en mi bemoll major, op. 27, núm. 1 va ser composta per Ludwig van Beethoven entre 1800 i 1801 i està dedicada a la Princesa de Liechtenstein. Beethoven tenia uns 30 anys quan la va compondre i ja s'havia fet un nom a Viena com a pianista i compositor.
Igual que la coneguda Sonata per a piano "Clar de Lluna", amb la qual va aparèixer publicada (Sonates op. 27), també porta el títol "Quasi una fantasia". El terme, fa referència al distanciament formal respecte de la sonata clàssica de Mozart i Haydn; Beethoven incorpora la "fantasia" amb una certa llibertat; les seccions estretament connectades de la peça ho fan en forma similar a una fantasia lliure. Si bé sonates anteriors, com la núm. 12, o les del seu últim període, com la núm. 28, també van introduir canvis en el gènere, van portar un altre tipus de títol, com ara "Große Sonate für das Hammerklavier".
Existeixen esbossos de Beethoven per al primer, segon i el moviments final, però s'ha perdut la còpia autògrafa original. La sonata va ser publicada per separat de la seva famosa companya, la Sonata núm. 14, op. 27, núm. 2, "Clar de lluna", però aparegueren al mateix temps, editades per Cappi a Viena; els primers anuncis de l'obra van aparèixer el 3 de març de 1802. Ambdues portaven el títol de Sonata quasi una fantasia. L'obra, com era habitual a l'època, estava dedicada a un aristòcrata, la princesa Josephine von Liechtenstein; però se'n sap poc de la possible relació de Beethoven amb ella.
Aquesta sonata representa un avanç radical en l'evolució del compositor. Dura aproximadament uns 16 minuts.

## Estructura
La Sonata op. 27, núm. 1 consta de quatre moviments:
- Andante - Allegro - Tempo I
- Allegro molto vivace [- attacca -]
- Adagio amb espressione [- attacca -]
- Allegro vivace - Tempo I - Presto

### I. Andante - Allegro - Tempo I

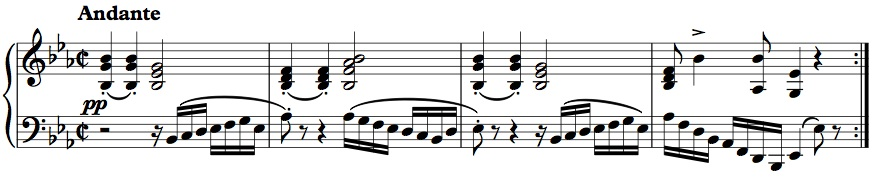
Inici del 1r moviment de la Sonata per a piano núm. 13

El primer moviment és probablement el que més clarament mostra el caràcter fantasiós de l'obra. En lloc d'un Allegro de sonata, habitual en moltes sonates, Beethoven escriu un Andante en forma de rondó, AB–A'–CA"–Coda; la tonalitat és mi bemoll major i tots els temes són binaris. És com una cançó, tranquil·la, juganera, una mica ballable. Aquesta secció és abruptament interrompuda per un lliure i virtuós Allegro; aquesta veloç secció central C, en do major i amb el caràcter Allegro, aporta al rondó una barreja de velocitats inusual en la part central del rondó. El retorn a l'Andante original dona la sensació com si res hagués passat.

### II. Allegro molto vivace
És un Scherzo en mode menor, un perpetuum mobile més harmònic que melòdic. Li segueix un rítmic "Trio" en mode major i una repetició variada de la primera secció en la qual la mà esquerra toca alguna corxera a deshora. Aquest scherzo en do menor conclou en la tonalitat de la major, un procediment que serà més freqüent en les composicions tardanes de compositor. Apareix un attaca subito, que lliga al segon moviment amb el tercer. Aquest enllaçar els moviments és una de les característiques de l'esperit de la "fantasia".

### III: Adagio amb espressione
És un adagio en un ritme ternari (3/4) de 26 compassos en la bemoll major. Encara que posseeix un caràcter propi, és en definitiva una introducció a l'últim moviment, al que condueix mitjançant la indicació attacca. La relació entre aquests dos moviments és més evident encara quan abans de la coda del moviment Allegro vivace, Beethoven retorna, encara que en una altra tonalitat, a l'Adagio.

### IV. Allegro vivace - Tempo I - Presto
El final és el moviment més llarg de l'obra. Charles Rosen destaca que amb aquest moviment, Beethoven va iniciar un experiment que aniria desenvolupant a través dels anys: desplaçar una part del pes de l'obra del moviment d'obertura al moviment final. L'obra té un ritme ràpid i en forma de rondó sonata. És un allegro de sonata en mi bemoll major, sense repeticions, que igual que bona part de l'obra de Beethoven és més rítmic que melòdic. A un desenvolupament que comença com l'exposició li segueix la recapitulació. Abans del final i durant vuit compassos retorna al tema de l'adagio, aquesta vegada en la tonalitat de la tònica, el qual condueix a una veloç coda. En aquesta coda, el tema principal del moviment lent torna a aparèixer breument, seguit d'una cadència breu. Segueix una secció final també curta, en Presto, basada en una versió molt comprimida del tema principal.